# 塔阿尔
塔阿尔，是西班牙安达卢西亚自治区阿尔梅里亚省的一个市镇。 总面积95公里, 
2001年普查人口總數為387人，人口密度為每平方公里4人。